# (26500) Toshiohino
(26500) Toshiohino est un astéroïde de la ceinture principale.

## Description
(26500) Toshiohino est un astéroïde de la ceinture principale. Il fut découvert le 2 février 2000 à Ōizumi par Takao Kobayashi. Il présente une orbite caractérisée par un demi-grand axe de 2,60 UA, une excentricité de 0,15 et une inclinaison de 14,7° par rapport à l'écliptique.

## Compléments